# Risorse (Windows)
In Microsoft Windows sono chiamate risorse alcuni dati incorporati in file EXE, DLL, CPL o (a cominciare da Windows Vista), in file MUI.
Le funzioni API di Windows possono fornire un facile accesso alle risorse di qualsiasi applicazione (o programma informatico).

## Tipi di risorse
Ogni risorsa ha un tipo e un nome, entrambi possono essere sia in formato numerico che in formato stringa.
Windows ha una serie di tipi di risorsa predefinita:
- Tipo Cursore e cursore animato
- Tipo Icona
- Tipo Bitmap
- Modello di finestre di dialogo
- Tipo di carattere
- Documento HTML
- Stringa (String Table) e costanti per la gestione di eventi (Message Table)
- Dati di versione del file EXE/DLL

Un programmatore può anche definire tipi di risorsa per incorporare nel file dati personalizzati.

## Uso
L'icona che Windows mostra per un file di programma è ad esempio la prima icona che può essere caricata dalle risorse del proprio file EXE. Se il file EXE non ha una risorsa di tipo icona, viene mostrata un'icona standard del sistema.
La risorsa di tipo versione per i file EXE e DLL viene mostrata nella scheda Version della pagina proprietà corrispondente.
I dati di risorsa hanno sempre un riferimento a una certa lingua e Windows userà automaticamente, quando possibile, la lingua che più si adatta a quella definita all'interno della risorsa. Questo permette ai programmi di adattare la loro lingua a quella dell'utente.
Sono disponibili alcuni programmi chiamati Resource Editor che sono in grado di modificare le risorse incorporate nei file EXE o DLL. Questi programmi sono usati tipicamente per tradurre tutte le stringhe di un'applicazione in un'altra lingua, oppure per modificare le icone e bitmap corrispondenti.

## Software per risorse
| Nome                                                                  | Licenza                 | Prezzo           | Supporto 64bit | Vista MUI compatibile | Supporto RES/RC | Aggiorna la risorsa | Modifica in-loco |
| --------------------------------------------------------------------- | ----------------------- | ---------------- | -------------- | --------------------- | --------------- | ------------------- | ---------------- |
| Anolis Resourcer.                                                     | GPL                     | gratis           | sì             | sì                    | solo file RES   | sì                  | no               |
| DeDe.                                                                 | Freeware                | gratis           | no             | no                    | no              | no                  | no               |
| GoRC.                                                                 | Freeware                | gratis           | sì             | N/A                   | compilatore     | N/A                 | N/A              |
| MultiExtractor.                                                       | Shareware               | da 20 a 70 €     | no             | no                    | no              | no                  | no               |
| Visual Studio.                                                        | Software proprietario   | da 249 a 10700 € | sì             | no                    | sì              | sì                  | sì               |
| ResEdit.                                                              | Freeware                | gratis           | sì             | sì                    | sì              | sì                  | sì               |
| Resource Builder.                                                     | Shareware               | 59 € circa       | sì             | sì                    | sì              | sì                  | sì               |
| Resource Hacker                                                       | Freeware                | gratis           | parziale       | parziale              | parziale        | sì                  | no               |
| Resource Tuner.                                                       | Shareware               | da 40 a 80 €     | sì             | sì                    | parziale        | sì                  | sì               |
| Resource Tuner Console.                                               | Shareware               | 200 € circa      | sì             |                       |                 | sì                  | N/A              |
| Restorator.                                                           | Shareware               | 80 € circa       | sì             | no                    | no              | sì                  | no               |
| XN Resource Editor (archiviato dall'url originale il 16 maggio 2012). | MPL con componenti free | gratis           | no             | no                    | parziale        | sì                  | sì               |